# Thomas von Kummant

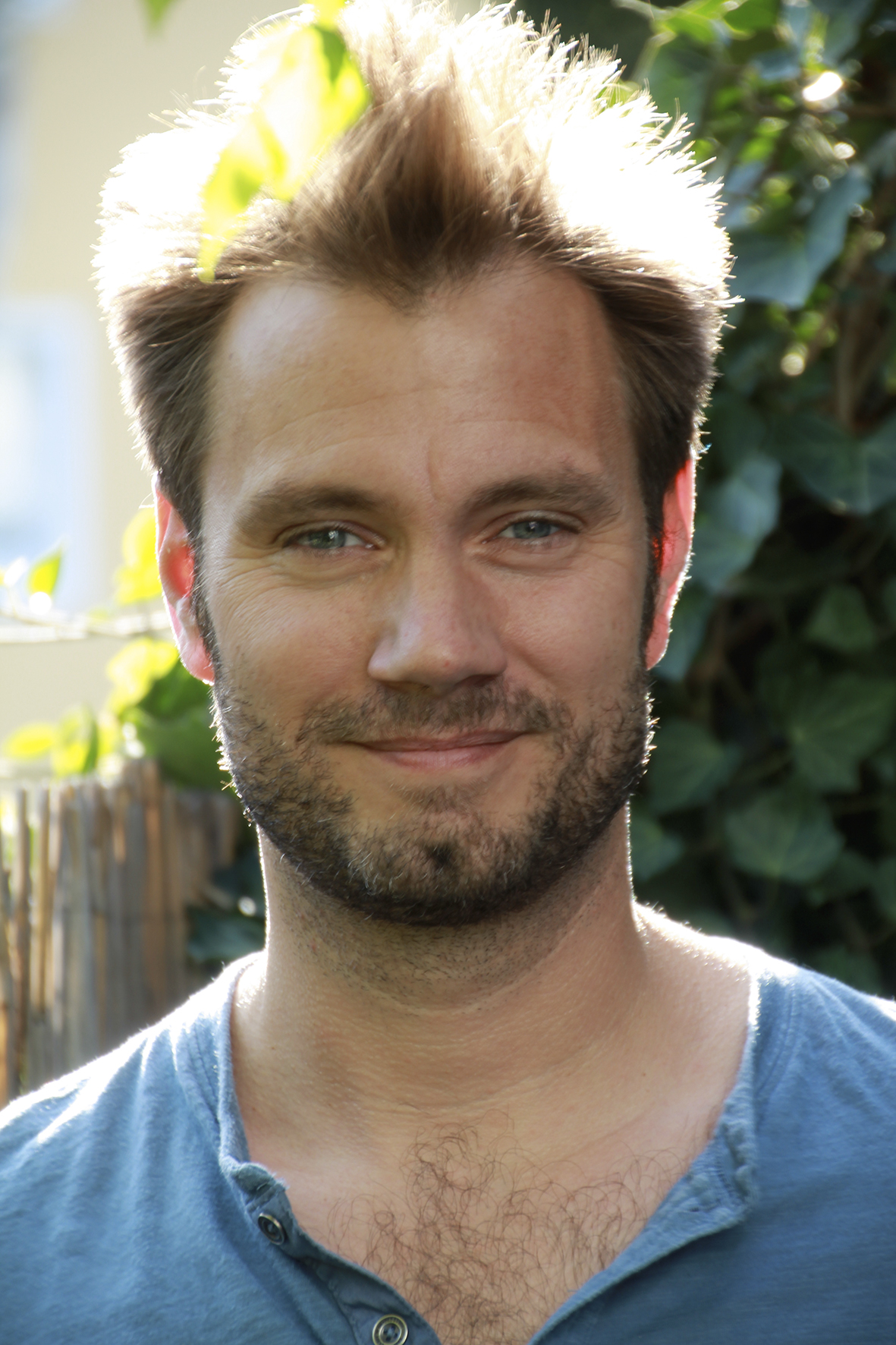
Thomas von Kummant

Thomas von Kummant (* 27. März 1972 in München) ist ein deutscher Künstler und (Mit-)Autor, der in den Bereichen Illustration, Filmentwicklung und Comic arbeitet.

## Leben
Nach dem Abschluss der Designschule München arbeitete Thomas von Kummant von 1997 bis 2021 in der Ateliergemeinschaft Die Artillerie in München. 2019 war er Gründungsmitglied des Gemeinschaftsateliers "REAKT·R" in München.
Er lebt mit seiner Frau und zwei Töchtern in der Nähe von München.

## Veröffentlichungen
- Goethe 2 – zum Schauen bestellt, Egmont Ehapa, 1999[1]
- Die Chronik der Unsterblichen – Am Abgrund 1, Egmont Ehapa, 2005[2]
  - La chronique des immortels T1 – Au bord du gouffre, Edition Paquet, 2005[3]
- Making of – Die Chronik der Unsterblichen, Egmont Ehapa, 2006[4]
  - Making of – La veronique des immortels T1, Edition Paquet, 2006[5]
- Die Chronik der Unsterblichen – Am Abgrund 2, Egmont Ehapa, 2011[6]
  - La chronique des immortels T2 – Au board du gouffre, Edition Paquet, 2014[7]
- Gung Ho T1 – Brebis galeuses, Edition Paquet, 2013[8]
  - Gung Ho Band 1 – Schwarze Schafe, Cross Cult, 2014[9]
  - Gung Ho 1 – Zwarte schapen, Silvester Strips, 2018[10]
  - Gung Ho Vol 1, Ablaze, 2020[11]
- Gung Ho T2 – Court-circuit, Edition Paquet, 2015[12]
  - Gung Ho Band 2 – Ohne Rücksicht auf Verluste, Cross Cult, 2015[13]
  - Gung Ho 2 – Onbezonnen, Silvester Strips, 2018[14]

- Gung Ho T3 – Sexy beast, Edition Paquet, 2017[15]
  - Gung Ho Band 3 – Sexy Beast, Cross Cult, 2017[16]
  - Gung Ho 3 – Sexy beast, Silvester Strips[17]
- Gung Ho T4 – Colère, Edition Paquet, 2019[18]
  - Gung Ho Band 4 – Zorn, Cross Cult, 2019[19]
  - Gung Ho 4 – Woede, Silvester Strips[20]
- Gung Ho T5 – Mort blanche, edition Paquet, 2021[21]
  - Gung Ho Band 5 – Die weiße Flut, Cross Cult, 2021[22]
  - Gung Ho 5 – Witte dood, Silvester Strips, 2021[23][24]

## Film-Entwicklung
- Hexe Lilli – Der Drache und das magische Buch, Trixter, Blueeyes fiction, 2009
- Am Ende eines viel zu kurzen Tages, Anthony McCarten, Trixter, 2011
- Hexe Lilli – Die Reise nach Mandolan, Trixter, Blueeyes fiction, 2011
- Ant-man, Trixter, 2015
- Zombillennium, maybe movies, 2017

## Preise
- Sondermann-Preis Comic-Eigenpublikation (national), Die Chronik der Unsterblichen, Egmont Ehapa, 2005
- Album of the year, festival de BD Chambery, La chronique des immortels, Edition Paquet, 2007
- Prix Bande Dessinée des Collégiens Samariens, Gung Ho, Edition Paquet, 2015
- Prix Diagonale, Best Series, Gung Ho, Edition Paquet, 2015
- Best Series at Festival BD Sollies Ville, Gung Ho, Edition Paquet, 2017
- Rudolph-Dirks-award best artwork, best action/adventure, best Scifi/alternative universe, Gung Ho, Cross Cult, 2017
- International Manga Award, Gung Ho, Edition Paquet, 2017
- A´Design Award for graphics, Illustration and visual Communication Design Category, Gung Ho Cover Deluxe 2.2, 2021[25]

## Ausstellungen
- 2006: "Pose mit Schwert" Comicsalon Erlangen
- 2007: "Pose mit Schwert" Kunsthandel Waltz in Überlingen
- 2008: "Pose mit Schwert" Goethe-Institut Neapel
- 2009: "DIE ARTILLERIE – 10 ILLUSTRATEURS DE MUNICH" Genf
- 2011: "Die Chronik der Unsterblichen" Kunsthaus München
- 2012: "Die Artillerie" Galerie Truk Tschechtarov München-Schwabing
- 2016: "Gung Ho" Bibliothèque Municipal Amiens
- 2017: "NACKT – Form durch Fläche" Kleine Altstadt Galerie Dachau